# Hoopeston
Hoopeston é uma cidade localizada no estado americano de Illinois, no Condado de Vermilion.

## Demografia
Segundo o censo americano de 2000, a sua população era de 5965 habitantes.
Em 2006, foi estimada uma população de 5722, um decréscimo de 243 (-4.1%).

## Geografia
De acordo com o United States Census Bureau, Hoopeston tem uma área de 8,1 km², dos quais 8,1 km² são cobertos por terra e 0,0 km² cobertos por água. A cidade localiza-se a aproximadamente 221 metros acima do nível do mar.

## Localidades na vizinhança
O diagrama seguinte representa as localidades num raio de 20 km ao redor de Hoopeston.